# Tatort: Mord ist die beste Medizin
Mord ist die beste Medizin ist ein Fernsehfilm aus der Kriminalreihe Tatort. Der Film wurde vom WDR produziert und am 21. September 2014 erstmals ausgestrahlt.

## Handlungsüberblick
Kommissar Frank Thiel hat einen Mord an einem Pharmazeuten aufzuklären. Da es Unregelmäßigkeiten in dem Krankenhaus gibt, in welches das Opfer eingeliefert wurde, versucht der Rechtsmediziner Prof. Karl-Friedrich Boerne einen privaten Aufenthalt in dieser Klinik für Nachforschungen zu nutzen. Dabei stößt er auf einen Abrechnungsbetrug des Krankenhauses bei einem Mittel für Chemotherapien. Die Finanzchefin der Klinik und der Apotheker verdünnten das Medikament in Zusammenarbeit mit dem Hauptlieferanten. Mit dem Gewinn sanierte sie die Klinik und hob so ihr Firmenimage. Der Apotheker, der sich durch den Pharmazeuten ertappt wähnte, tötete ihn und noch eine weitere Ärztin, die ihm auf die Spur kam.

## Handlung
Der Pharmazeut Andreas Hölzenbein wird im Botanischen Garten durch die Verabreichung einer Spritze mit tödlichem Inhalt umgebracht, damit als Todesursache zunächst ein Herzanfall angenommen wird – so die zehnjährige Schülerin Mia Koppolt, die die Tat beobachtet hat. Kommissar Frank Thiel hegt Zweifel an der Glaubwürdigkeit ihrer Aussage.
Inzwischen weist sich der Rechtsmediziner Prof. Karl-Friedrich Boerne in die Sanusklinik ein, da bei ihm nach seiner Selbstdiagnose der Verdacht auf eine Krebserkrankung der Leber besteht. Den Aufenthalt dort möchte er sich zunutze machen, um in dem vorliegenden Kriminalfall zu ermitteln, zumal er dort regelmäßig mit Kommissar Thiel zusammentrifft.
Dieser hat herausgefunden, dass der Tote nicht in die nächstgelegene Klinik eingeliefert wurde, sondern in die weiter entfernt liegende Sanusklinik. Dies begründet der Leiter des Rettungsdienstes damit, dass eine Ärztin des näheren Krankenhauses kurz vor dem Notruf angerufen und erklärt habe, dass die Geräte zur Behandlung von Infarktpatienten momentan gewartet würden. Die Anruferin sprach mit osteuropäischem Akzent, und auch der Name, den sie nannte, klang osteuropäisch. Bei näherem Hinsehen findet Thiel allerdings heraus, dass die Nummer, von der der Anruf erfolgte, nicht zur Uniklinik gehört, sondern zur Sanusklinik. Somit war der Anruf nicht echt und er beginnt, der kleinen Mia zu glauben.
Boerne muss in der Sanusklinik sein Zimmer zunächst mit dem an Krebs erkrankten Ulrich Göbel teilen, der eine Chemotherapie bekommt und ihn durch das ständige Hören von Schlagern beinahe in den Wahnsinn treibt. Da Göbel mehrmals betont, wie wohl er sich trotz Chemotherapie fühle, kommt Boerne auf die Idee, dass das teure Chemomedikament Zytarix verdünnt worden sein könnte, und teilt dies Göbel mit, der daraufhin die behandelnde Ärztin der beiden, Dr. Susanne Süßmilch, darauf anspricht. Diese stellt Boerne als Besserwisser dar, den man nicht zu ernst nehmen sollte. Dies führt Boerne zu der Vermutung, dass Frau Dr. Süßmilch an dem Betrug mit den Medikamenten beteiligt sein könnte.
Während Nadeshda Krusenstern und der alleinerziehende Vater der kleinen Zeugin Mia sich näher kennenlernen und sehr gut verstehen, versuchen Krusenstern und Thiel, an Stimmproben der Mitarbeiter aus dem Krankenhaus zu kommen. Denn Mia behauptet, den Mörder an seiner Stimme wiedererkennen zu können. Die unbekannte Anruferin schließt sie allerdings sofort aus, da es sich bei dem Täter um einen Mann gehandelt habe.
Unterdessen wird Boerne unter Vollnarkose von Dr. Süßmilch eine Gewebeprobe aus der Leber entnommen. Auf dem Weg zurück in Boernes Zimmer betritt Stephanie Harris, Finanzleiterin der Klinik, den Fahrstuhl. Diese wird von Dr. Süßmilch über ihren Verdacht informiert, dass jemand die Chemomedikamente verdünne, um die Krankenkassen zu betrügen und sich zu bereichern. Somit geraten sowohl der Hersteller des Medikaments, vertreten durch den Inhaber Frank Scheinmann, als auch Dr. Knapp, der Leiter der Krankenhausapotheke, in Verdacht. Diesen hatte Frau Dr. Süßmilch beauftragt, das Medikament zu überprüfen, als sie ihn aber nach dem Ergebnis der Analyse fragte, verneinte er eine Manipulation und weigerte sich, ihr den Bericht auszuhändigen, woraufhin es zum Streit kam. Daraufhin hatte Dr. Süßmilch Hölzenbein beauftragt, eine Analyse des Mittels anzufertigen; dieser hatte ansonsten keine Verbindung zur Sanusklinik. Frau Harris zeigt sich zunächst empört, dass Dr. Süßmilch eine mehrere Tausend Euro kostende Dosis des Medikaments für eine Analyse weggegeben hatte, als diese ihr aber erklärt, dass das Medikament überflüssig war, da der Patient, für den es bestimmt war, überraschend verstorben ist, ist sie beruhigter und erklärt Frau Dr. Süßmilch, dass man diesem Verdacht nachgehen müsse. Boerne wird während des Gesprächs langsam wach, hört mit, allerdings steht er noch teilweise unter dem Einfluss der Narkose.
Später am Tag besucht Thiel Boerne, der ihm von dem Gespräch berichtet, aber sich nicht sicher ist, ob er es geträumt hat. Als neuen Zimmernachbarn bekommt er den an Hodenkrebs erkrankten Möchtegern-Rapper Bischudo, der tagsüber laute Hiphop-Musik hört und nachts laut schnarcht. Thiel verlässt das Krankenzimmer daraufhin schnell wieder. Thiel begibt sich zu Frau Harris und unterrichtet diese von seinem Verdacht. Im Verlauf des Gesprächs klingelt mehrmals das Handy von Harris, jedes Mal ruft ein Frank Scheinmann an. Als Thiel um ein Gespräch mit Frau Dr. Süßmilch bittet, teilt Frau Harris ihm mit, dass diese schon zuhause sei, da sie sich krank gefühlt habe.
Bei Dr. Süßmilch zuhause erscheint derweil Dr. Knapp und behauptet, die Analyse schlichtweg vergessen zu haben und sich für den Streit entschuldigen zu wollen. Als Frau Süßmilch abgelenkt ist, gibt er K.-o.-Tropfen in ihr Getränk. Sie spricht ihn kurz darauf auf eine mögliche Amphetaminsucht an, die sie bei ihm vermutet, bevor sie aus ihrem Glas trinkt.
Später klingelt Thiel an ihrer Haustür. Als Frau Dr. Süßmilch nicht öffnet, klettert er in den Garten und sieht sie leblos am Boden des Wohnzimmers. Nach einem erfolglosen Wiederbelebungsversuch bemerkt er, dass die Spülmaschine durchgelaufen ist, allerdings sind nur zwei Gläser darin, was ihn wundert und den Verdacht aufwirft, dass es kein natürlicher Tod war. Ebenso fällt auf, dass Dr. Süßmilch vor ihrem Tod joggen war, was der Aussage von Frau Harris widerspricht, dass sie krank gewesen sei.
Frau Haller findet später am Kopf des Opfers, gut versteckt unter ihren Haaren, eine Einstichstelle. Damit erhärtet sich der Verdacht, dass Dr. Süßmilch auf die gleiche Weise zu Tode kam wie Andreas Hölzenbein.
Boerne erhält den Befund seiner Leberuntersuchung. Dieser ergibt keinerlei Auffälligkeiten. Also soll er entlassen werden. Er täuscht aber einen Schwächeanfall und Fieber vor, um weiter im Krankenhaus ermitteln zu können. Nachts, als er wegen Bischudos Schnarchen nicht schlafen kann, sieht er durch ein Fenster, wie Medikamente von Dr. Knapp in ein Fahrzeug der Scheinmann-Pharma geladen werden. Als er nach draußen geht, belauscht er ein Gespräch zwischen Dr. Knapp und dem Lieferanten, in dem Knapp den „Chef“ sprechen möchte. Frank Scheinmann, der Besitzer der Scheinmann Pharma, erscheint kurze Zeit nach der Lieferung persönlich und Dr. Knapp erzählt ihm, dass er aussteigen wolle, da ihm das alles zu riskant werde. Nachdem Frank Scheinmann wieder weg ist, entdeckt Dr. Knapp Boerne, der behauptet, sich verlaufen zu haben. Als Dr. Knapp ihn zurückführt, nimmt Boerne noch heimlich eine Haarprobe, als ihn aber ein Arzt im Spaß fragt, ob er wieder am „herumschnüffeln“ sei, schöpft Knapp Verdacht.
Dr. Knapp gibt daraufhin heimlich drei weitere Tabletten in Boernes Medikamentendispenser. Dieser aber hat damit gerechnet und steckt am Morgen alle Tabletten ein, anstatt sie zu schlucken. Die Untersuchung der Tabletten durch Frau Haller ergibt, dass die Tabletten bei ihm eine retrograde Amnesie ausgelöst hätten, er also die Ereignisse der Nacht vergessen hätte. Dr. Knapp plant unterdessen, die Zeugin Mia auf dem Nachhauseweg zu entführen, allerdings kommt ihr Vater rechtzeitig hinzu, sodass daraus nichts wird. Dr. Knapp bekommt aber mit, dass Mia am Abend alleine sein wird, da ihr Vater ein Stelldichein mit Krusenstern hat.
Als Thiel Boerne das nächste Mal besucht, hört er plötzlich die Stimme der Anruferin, die sich als Ärztin ausgegeben hatte. Diese stellt sich als Putzfrau heraus, die von Frau Harris mit dem Anruf beauftragt wurde. Die beiden teilen dieser daraufhin mit, dass sie nun wüssten, wieso die Klinik und vor allem die Apotheke so viele Gewinne machen, nämlich wegen der verdünnten Medikamente. Im Anschluss an das Gespräch wird Harris festgenommen, Dr. Knapp hingegen ist nicht in der Krankenhaus-Apotheke anzutreffen, weswegen nach ihm gefahndet wird.
Abends fällt Thiel plötzlich ein, dass die Zeugin Mia in Gefahr sein könnte. Ein Anruf bei der Notrufzentrale ergibt, dass jemand aus der Sanusklinik Mias Adresse erhalten hat, da der Patient sich angeblich bei ihr bedanken wolle. Tatsächlich klingelt Dr. Knapp bei Mia und gibt vor, ein Kollege ihres Vaters zu sein. Außerdem behauptet er, heiser zu sein, damit das Mädchen seine Stimme nicht erkennt. Nachdem er ihr heimlich K.-o.-Tropfen ins Glas gegeben hat, schüttet Mia den Mix zurück in die Flasche. Daraufhin zeigt sich Boerne, der sich in der Wohnung versteckt gehalten hatte. Knapp greift diesen an und will fliehen, aber der ebenfalls anwesende Thiel stellt ihn mit gezogener Waffe, woraufhin Mia ihn mit einer Pfanne niederschlägt. Die Ermittler finden heraus, dass Dr. Knapp von Frau Harris zu seinen Taten gezwungen wurde, da diese ihn mit seiner Amphetaminabhängigkeit erpresst hatte. Boerne wird im Kampf um die Flasche von Dr. Knapp am Arm verletzt und muss erneut in die Klinik. Dort muss er sich wieder ein Zimmer mit Göbel teilen, der nun eine richtige Chemotherapie erhalten soll.

## Hintergrund
Die Dreharbeiten fanden zwischen dem 11. März und dem 10. April 2014 in Münster, Köln und Umgebung statt.

## Rezeption

### Einschaltquoten
Die Erstausstrahlung von Mord ist die beste Medizin am 21. September 2014 wurde in Deutschland insgesamt von 13,13 Millionen Zuschauern gesehen und erreichte einen Marktanteil von 36,7 % für Das Erste; in der Gruppe der 14- bis 49-jährigen Zuschauer konnten 4,55 Millionen Zuschauer und ein Marktanteil von 31,6 % erreicht werden. Dies entspricht der besten Einschaltquote bei einer Tatort-Folge seit 1992, dem besten Marktanteil seit 1993.
In Österreich wurden 807.000 Zuschauer und 27 % Marktanteil erzielt.

### Kritiken
„Gerade befand sich das Münsteraner ‚Tatort‘-Revier, das über die letzten Jahre zum Schmunzelkrimi verkommen war, wieder auf dem richtigen Kurs: […] Und nun das. Die Pointen sitzen wie ausgelatschte Schlappen, das Timing wirkt sediert, die Handlung schleppt sich wie am Tropf voran.“

„Professor Boerne und Kommissar Thiel […] laufen […] zu Hochform auf.“

„‚Mord ist die beste Medizin‘ handelt von Deals mit verfälschten Medikamenten und ist selbst eine Mogelpackung. Man nähert sich dem Thema Krankheit nicht auf ungewohnte Weise, man macht die sehr gewohnte, alberne Nummernrevue daraus.“

„Weniger Klamauk, mehr Krimi und teils skalpellscharfe Pointen.“

„Starke Krankenhaus-Satire. Man mag ja über Sinn und Zweck des ‚Tatorts‘ trefflich streiten und bei den Münsteranern jedweden wummernden Gänsehaut-Suspense vermissen. Aber komisch und unterhaltsam sind die Krimi-Clowns aus Münster eben doch mit ihrem fortwährenden Zuschauer-Millionenspiel.“